# 嘉諾撒聖心學校私立部
嘉諾撒聖心學校私立部（英語：Sacred Heart Canossian School Private Section）是香港的一間小學，創立於1860年，校舍是香港島半山區天主教區建築群之一。該校是嘉諾撒仁愛女修會屬下的一間私立的學校。1992年1月學校遷至堅道26號，2014年9月學校再遷至堅道34號，原校在半山羅便臣道。此校直屬中學為嘉諾撒聖心書院，小學一至六年級合計有20班。
它名人校友輩出，學生多才多藝，常為學校在校際音樂，朗誦節及田徑比賽等比賽贏取獎項。本校的英語教學尤其出色，課程程度比一般學校快一年，並採用活動教學。在科學方面，本校運用英語教學，每年也設有專題研習、STEM活動、戶外學習日、科學工作坊等。
它宗教氣氛濃厚，擁有聖堂、聖母岩、歷史長廊等設施。

## 著名校友
- 陳方安生：前政務司司長、前第三屆立法會議員 (香港島)
- 畢明：廣告人
- 梁愛詩：香港特別行政區基本法委員會副主任、前律政司司長
- 梁高美懿：前恆生銀行副董事長兼行政總裁、曾任匯豐銀行總經理兼工商業務環球聯席主管、醫院管理局成員、公益金籌募委員會主席
- 李慧敏：恆生銀行副董事長兼行政總裁、曾任匯豐中國及香港區顧問
- 任關佩英：前環境食物局局長、前廉政專員
- 陳碧鏵：恆隆地產租務及銷售董事、前八達通控股有限公司行政總裁、前電視廣播有限公司總經理 (國際業務)
- 伍淑清：全國政協常委，1990年香港青年工業家獎得主
- 鍾麗幗：前房屋署副署長
- 伍凱欣：民主黨成員、前任中西區區議員 (東華選區)
- 張謝琮賢：前何東中學已故創校校長
- 黎堅惠：已故香港跨媒體文化人、曾任號外雜誌編輯、其後成為香港時裝雜誌 Amoeba 總編輯、曾任唱片封套形象顧問、電台 DJ、電影和廣告服裝指導、亦為廣告、 MTV作美術指導及形象顧問
- 郭藹明：1991年香港小姐冠軍
- 潘芝莉：1996年香港小姐亞軍，前無綫電視演員
- 朱千雪：2012年香港小姐季軍
- 蘭茜：新城電台節目主持
- 麥家碧：畫家、創作及繪畫了富有香港特色的“麥兜麥嘜”漫畫系列，曾在《小明周》連載「麥嘜故事」專欄
- 陳奕詩：前香港電影演員，於亞洲小姐競選獲「和平小姐」，曾拍攝多部電影
- 何超雲：己故澳門賭王何鴻燊與其第三位太太陳婉珍所生的女兒
- 何超蓮：己故澳門賭王何鴻燊與其第三位太太陳婉珍所生的女兒
- 蕙婷：前香港游泳運動員，2010亞洲運動會香港代表團成員，曾任香港2009東亞運動會接力傳遞火炬手
- 蔡寶瓊：香港中文大學教育行政及政策系副教授（1966年小六）[1]

## 外部連結
- 嘉諾撒聖心書院私立部（页面存档备份，存于）